# Presidential Unit Citation
Presidential Unit Citation – najwyższe amerykańskie odznaczenie wojskowe przyznawane jednostkom wojskowym i innym pododdziałom oraz okrętom sił zbrojnych Stanów Zjednoczonych oraz narodów sojuszniczych, za nadzwyczajny heroizm w walce przeciw uzbrojonemu przeciwnikowi. Warunkiem przyznania jednostce odznaczenia jest wykazanie się walecznością, determinacją oraz esprit de corps w wykonywaniu powierzonych jej zadań, w stopniu większym niż inne jednostki biorące udział w tej samej kampanii bądź operacji. Wymagany poziom heroizmu jest równy heroizmowi niezbędnemu do przyznania odznaczenia indywidualnego Distinguished Service Cross. Osoba indywidualna przydzielona czasowo lub na stałe do jednostki odznaczonej Presidential Unit Citation i obecna oraz biorąca udział w wyróżnionej akcji, ma prawo do używania emblematu odznaczenia na osobistym mundurze.